# خوسه کارلوس چاوس
خوسه کارلوس چاوس (اسپانیایی: José Carlos Chaves‎؛ زادهٔ ۳ سپتامبر ۱۹۵۸) بازیکن فوتبال اهل کاستاریکا بود.
از باشگاه‌هایی که در آن بازی کرده‌است می‌توان به باشگاه فوتبال لیگا دپورتیوا آلاخولنسه اشاره کرد.
وی همچنین در تیم ملی فوتبال کاستاریکا بازی کرده‌است.